# (39734) Marchiori
1996 XG26 (asteroide 39734) é um asteroide da cintura principal. Possui uma excentricidade de 0.22997970 e uma inclinação de 2.55734º.
Este asteroide foi descoberto no dia 14 de dezembro de 1996 por Francesco Manca e Paolo Chiavenna em Sormano.